# Marx Schwab
Pour les articles homonymes, voir Schwab.
Marx Schwab ou Max Schwab est un orfèvre allemand d'Augsbourg, inventeur d'une presse à cylindre vers 1540-1550 pour la frappe de pièces de monnaie. Il est également désigné sous le nom de chevalier du Saint-Sépulcre, car habitant près de la chapelle du Saint-Sépulcre.
Utilisée en Europe dans la seconde partie du XVIe siècle et au XVIIe siècle, cette nouvelle presse qui, grâce à des vis sans fin et des coins fixes, exerce sur le flan des monnaies une pression de plusieurs tonnes, permet la frappe au balancier (ou frappe au moulin), une technique qui donne une exécution plus régulière que la frappe au marteau. 
L'ambassadeur du roi de France Henri II à Augsbourg, Charles de Marillac, l'informe de l'invention de ce procédé mécanique de monnayage ; en 1550, le frère de l'ambassadeur, Guillaume de Marillac, contrôleur général et intendant des finances, est envoyé à Augsbourg avec le maître de la monnaie de Lyon, François Guilhem. Le roi achète et fait importer cette nouvelle presse en 1551, ainsi qu'un laminoir, un banc à tirer et un découpoir, pour frapper la monnaie royale dans un nouvel atelier installé à Paris, dans le Palais de la Cité, dans un local dénommé « maison des Étuves ». 